# Csilla Argyelán
Csilla Argyelán (* 11. November 1990) ist eine ehemalige ungarische Tennisspielerin.

## Karriere
Argyelán spielte überwiegend Junioren- und ITF-Turniere. Sie gewann auf dem ITF Women’s Circuit zwei Einzel- und einen Doppeltitel.
Ihr letztes internationales Turnier spielte Argyelán im April 2019. Sie wird daher nicht mehr in der Weltrangliste geführt.

## Turniersiege

### Einzel
| Nr. | Datum         | Turnier | Kategorie   | Belag | Finalgegnerin        | Ergebnis       |
| --- | ------------- | ------- | ----------- | ----- | -------------------- | -------------- |
| 1.  | 22. März 2014 | Lima    | ITF $10.000 | Sand  | Carolina Zeballos    | 4:6, 6:4, 6:3  |
| 2.  | 27. Juli 2014 | Tallinn | ITF $10.000 | Sand  | Alexandra Artamonova | 7:63, 2:6, 7:5 |

### Doppel
| Nr. | Datum           | Turnier | Kategorie   | Belag | Partnerin      | Finalgegnerinnen                     | Ergebnis |
| --- | --------------- | ------- | ----------- | ----- | -------------- | ------------------------------------ | -------- |
| 1.  | 8. Oktober 2011 | Pirot   | ITF $10.000 | Sand  | Dalia Zafirova | Jelena Lazarevic Ana Mihaela Vladutu | 6:2, 6:2 |